# Sello de calidad

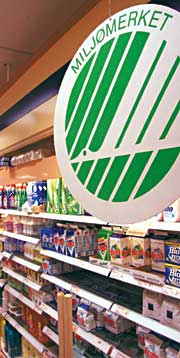
Etiqueta White Swan o Cisne Blanco, ecosello nórdico en un supermercado. Esta etiqueta ecológica nórdica establecida para productos que no sean alimentos, fue regulada por el Consejo Nórdico de Ministros y es utilizada actualmente en todos los países nórdicos.

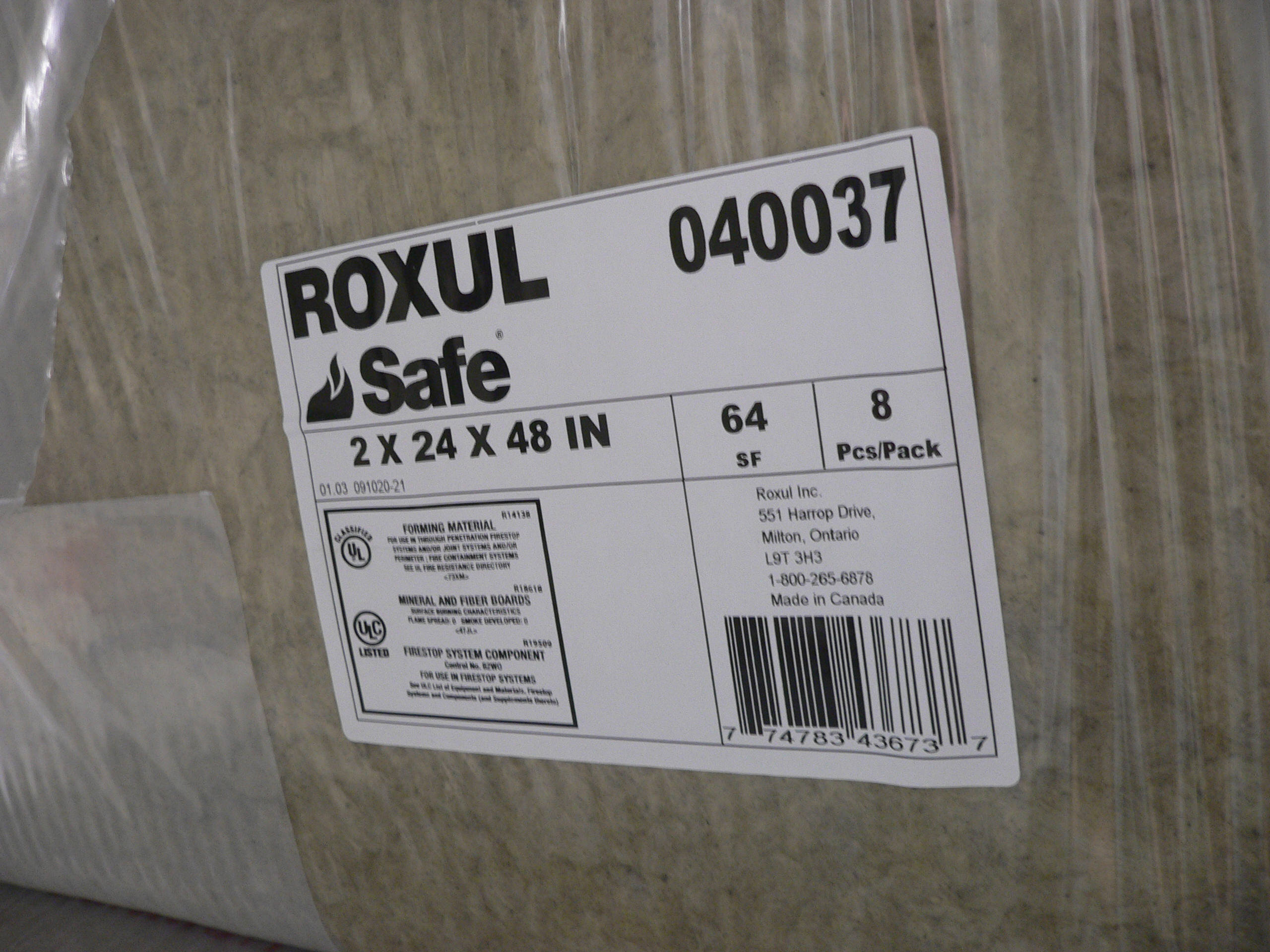
Sello canadiense de certificación en una bolsa de lana mineral o lana de roca.

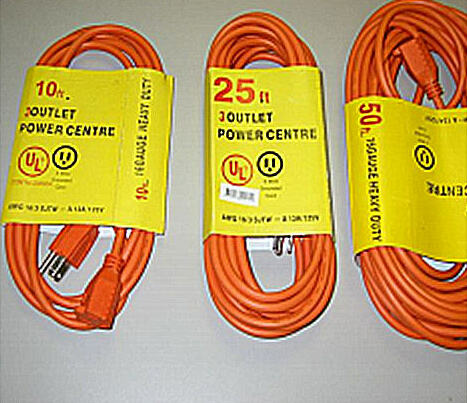
Cables eléctricos con marcas de certificación UL no oficiales.

Los sellos o etiquetas de calidad son distintivos de calidad, que tanto en los estands de promoción como en las áreas de venta de todo tamaño (grandes superficies, mercadillos, puestos ambulantes …), se materializa por un determinado cartel o pancarta o anuncio o aviso (pictograma, sello, hashtag …). Estos signos o avisos de calidad son ante todo un medio de promoción comercial de un determinado producto o servicio, lo que para el consumidor equivale a expresar que se han respetado ciertas características predefinidas especiales en los procesos de producción, distribución, selección, y elaboración (por ejemplo y según los casos, en cuanto se ha cuidado la calidad, la higiene, la sostenibilidad, el impacto ambiental, las conveniencias sociales, los programas de capacitación de trabajadores y directivos, la eficiencia en el proceso productivo, el uso exclusivamente de energías limpias …).
Estos sello o marcas de calidad con frecuencia son llamados label (término del inglés que significa «etiqueta»).
En Francia, esta denominación de label está exclusivamente reservada a las etiquetas oficiales, las que suelen tener una reserva o depósito como marca comercial.
Estos sellos o etiquetas de calidad son administrados y reglamentados, en principio, por un organismo internacional, nacional o regional, en el marco de un proceso de regulación imparcial y equilibrado, aunque en realidad, éste no siempre es el caso, ya que también se usan pseudo-etiquetas y leyendas típicamente comerciales, basándose muchas veces en autoinformes, en su mayoría autootorgado por el propio fabricante o distribuidor, y sin el control de un tercero independiente. Para que un label sea creíble, se requiere que la organización que lo respalda sea seria, transparente, e independiente, que las condiciones y exigencias fijadas por su pliego de condiciones sean razonables y aceptadas por todos, y que el manejo del etiquetado (o sea, de la labelización) se encuentre sujeto a estrictas medidas de control.
En la Unión Europea los más importantes son los regímenes de calidad en la Unión Europea, aunque hay otros sellos tanto nacionales como regionales. 

## En Francia

### Sellos oficiales en Francia
Los labels Appellation d'origine contrôlée, Réserve naturelle, Maisons des Illustres, Scène nationale, son entre muchas otras, etiquetas establecidas en Francia por los diferentes ministerios concernidos, a efectos de promover mejor nivel de calidad de ciertos productos y servicios, y también a efectos de distinguir la calidad particular de un producto o servicio al compararlo con otro sucedáneo o sustitutivo.
Estas etiquetas o distinciones oficiales constituyen sin duda una ventaja comercial deseada para las empresas relacionadas, ya que benefician y valorizan sus respectivas producciones etiquetadas, respecto de otras producciones concurrentes que no consiguieron o que perdieron el derecho a uso de ese etiquetado. Y de esta observación surgió la idea que tuvieron los consejeros y asesores en marketing, de crear en forma privada distinciones no oficiales, para otorgar así ventajas comerciales similares a otros productos y servicios.
En Francia, el término label está reservado exclusivamente a las etiquetas oficiales en el dominio agroalimentario, así que cualquier apartamiento en este sentido es sancionado. Y precisamente, la empresa Monadia, que es la que administra el sello « Saveur de l'année » desde el año 1997, fue objeto de un juicio en el año 2003 por la alta corte de Versalles, por el uso de la palabra "label" en una propaganda comercial que promocionaba su sello, razón por la cual naturalmente dicha empresa fue sancionada.

### Pseudo-sellos, menciones y distinciones no oficiales en Francia
Existe en Francia una profusión de pseudo-labels, menciones, distinciones, premios, diplomas, condecoraciones, y acuerdos de diversa clase, todo ello de tipo privado y no reconocido oficialmente, que pueblan el entorno comercial y las cuestiones vinculadas a la publicidad. Todos estos reconocimientos son otorgados, adjudicados, o declarados, por organizaciones varias (asociaciones, federaciones profesionales o deportivas, organizaciones privadas, etc.), en condiciones que varían, y que van desde concursos y competencias, hasta difusión de declaraciones autoacordadas o de supuestos resultados científicos obtenidos con rigurosidad y objetividad, y todo ello con un claro objetivo de promoción, lo que termina de alguna manera beneficiando a determinados productos o servicios. Ejemplos de estos casos y de estas estrategias son los siguientes:
- Interrogación a un panel de consumidores/degustadores sobre variados criterios y sobre niveles de satisfacción (Saveur de l'année …)

- Estudio y evaluación técnica, científica, y/o documentaria, de una candidatura, en lo que concierne a su adecuación a un determinado pliego de condiciones (Label Allergènes contrôlés[3][4] …)

- Resultado de la deliberación de un jurado o de una comisión especializada, constituida al efecto o anteriormente existente (Label Clef verte[5] …)

- Auditoría documentada y visita al propio lugar, y también certificación por un organismo de certificación independiente (Forest Stewardship Council[6] …)

- Caso con condiciones mixtas : comisión o jurado, y otros requisitos. Así por ejemplo, para obtener el label 'Espace Loisir Handisport' de la Fédération française handisport, es necesario haber obtenido el label nacional 'Tourisme et Handicap', cumplir un determinado pliego de condiciones, y además, haber pasado la evaluación de una comisión.[7]

## En Bélgica
Al igual que en Francia, la denominación label es utilizada para distinguir uno o varios productos o por ejemplo una red de distribución, si es que respetan un determinado y específico pliego de normas, o para distinguir la calidad particular de un producto o de un servicio.
En este país, diferentes organismos actúan al efecto, como ser el instituto Monde Selection, que evalúa productos alimentarios, así como productos dietéticos y cosméticos, a efectos de así orientar a los consumidores en lo referido a los respectivos niveles de calidad.
En caso de tratarse de organismos regionales o internacionales actuando en Bélgica, los mismos son controlados por la SPFE (Service Public Fédéral Économie).

## En Suiza

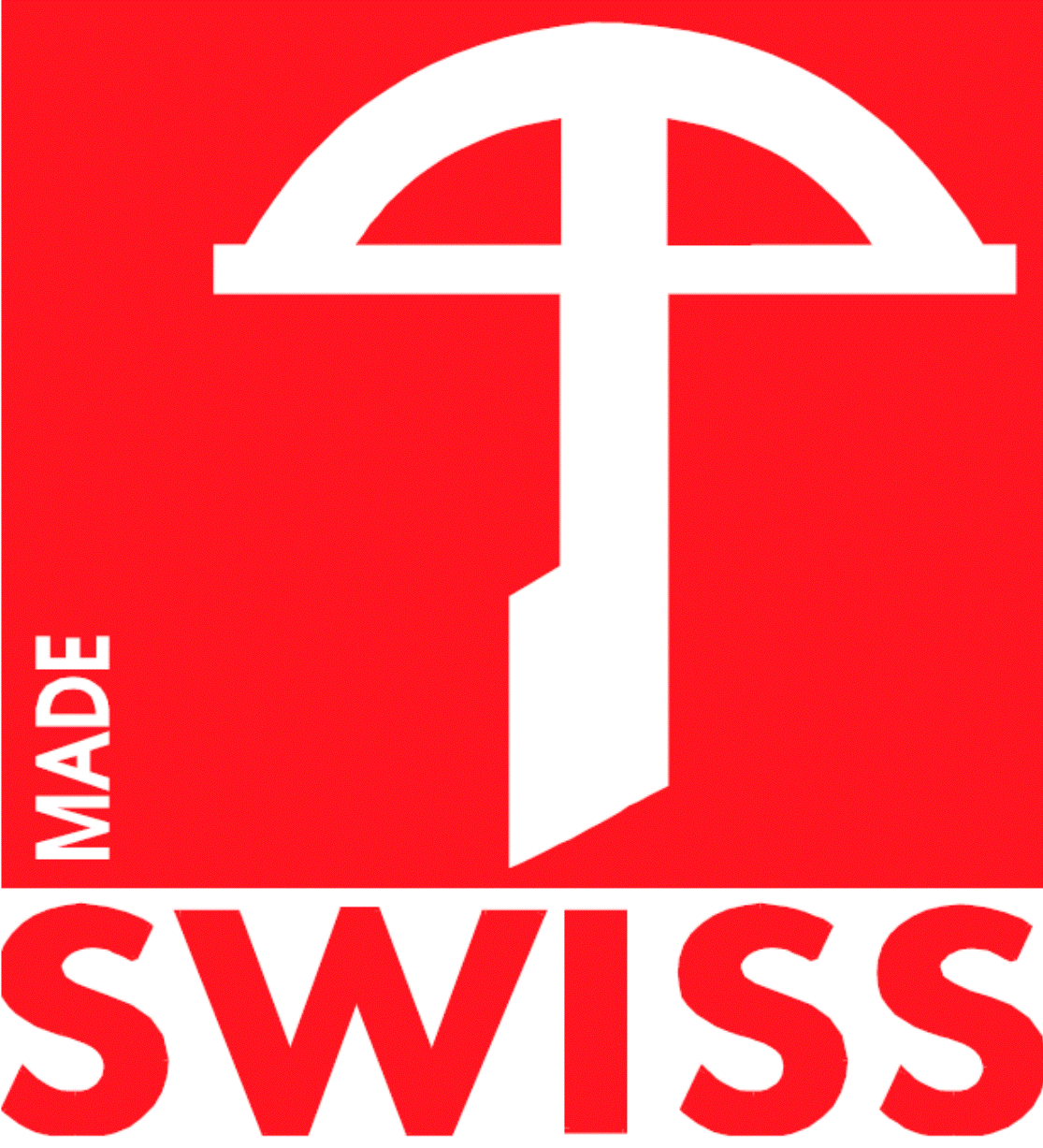

En este país, se utiliza el sello genérico Swiss label, para la promoción oficial de una serie de productos y de servicios suizos.

### En la vivienda
El sello Minergie es una etiqueta de calidad destinada a inmuebles nuevos o modernizados. En el centro del sello se lee 'Confort d’habitat et de travail pour les usagers du bâtiment'. Este garantiza, entre otras cosas, la alta calidad del edificio y la buena renovación de aire. El consumo de energía específica se usa como valor de referencia, para orientar al constructor sobre el grado de calidad requerido en la construcción.